# Cerro Ejido
Cerro Ejido ist eine Ortschaft im Norden Uruguays. 

## Geographie
Sie liegt im nordöstlichen Teil des Departamento Artigas in dessen Sektor 1 südlich der Departamento-Hauptstadt Artigas. Westlich grenzt Cerro San Eugenio an, während im Südosten, getrennt durch einen kleinen Nebenfluss des Arroyo Pintadito, der Ort Pintadito gelegen ist.

## Einwohner
Cerro Ejido hat 790 Einwohner, davon sind 418 Männer und 372 Frauen (Stand: 2011).
| Jahr | Einwohner |
| ---- | --------- |
| 1963 | -         |
| 1975 | -         |
| 1985 | -         |
| 1996 | 177       |
| 2004 | 516       |
| 2011 | 790       |

Quelle: Instituto Nacional de Estadística de Uruguay